# Dörrfjällets naturreservat
Dörrfjällets naturreservat är ett naturreservat i Torsby kommun i Värmlands län.
Området är naturskyddat sedan 2018 och är 32 hektar stort. Reservatet ligger söder om Stöllet på Dörrfjällets nordsluttning och består av fuktigare partier med granskog och torrare partier som domineras av tall.